# De Morgan (Mondkrater)
De Morgan ist ein kleiner Einschlagkrater in der Mitte des Mondes, auf halber Strecke zwischen den Kratern D’Arrest im Süden und Cayley im Norden. Der runde, schüsselförmige Krater weist eine kleine Bodenfläche im Mittelpunkt der konischen, abfallenden Kraterwände auf.
Sein Namensgeber ist der britische Mathematiker De Morgan, der 1935 durch die Namensgebung geehrt wurde.